# Longrita grasspatch
Longrita grasspatch är en spindelart som beskrevs av Norman I. Platnick 2002. Longrita grasspatch ingår i släktet Longrita och familjen Trochanteriidae.
Artens utbredningsområde är Western Australia. Inga underarter finns listade i Catalogue of Life.